# NASA (バンド)
NASAは、1979年から1981年に活動していた日本のロックバンドである。

## 概要
メンバーは、それぞれがスタジオミュージシャンとして活動していた、当時20歳代から30歳代の大浜和史・渡辺和義・亀井登志夫・角田順・三浦晃嗣の5人。
渋谷・宇田川町の渋谷パルコの飲食スペースpub PARCO7階にあったライブハウス「渋谷TAKE OFF 7T」でのライブを中心に、シングル(EP)レコード2枚とアルバム(LP)レコード1枚をCBSソニーより発売。オリジナルには日本語の曲と英語の曲があり、どちらの言語であっても、AORを織り混ぜだNASAらしい独特のサウンドが出ているのが特徴であった。TBS「サウンド・イン"S"」(準レギュラー)などのテレビ出演を始め、シングルが2枚ともCMソングになったこともあり、東京地区でのライブ活動が中心だったにもかかわらず、ファンは全国各地に居た。バンドとしてのライブ活動だけでなく、NASAをひとつのパッケージとして、沖田浩之や山本達彦らのステージサポートや、川崎麻世や梓みちよのアルバムなどにも参加している。リードボーカルの亀井登志夫はU-Do (ユードゥー)に所属し、映画「なんとなく、クリスタル」で、主演かとうかずこの相手役として出演。

## メンバー
大浜和史 (keyboard・chorus)  
リーダー。学生時代はベーシストだった。甘いルックスが大人気で、1981年にはTAKE OFF 7で単独ライブを行なったほど。NASA時代に大瀧詠一「A LONG VACATION」のレコーディングに参加している。
渡辺和義 (bass・chorus)
ヒゲをたくわえ、えくぼがチャームポイントの、通称ナベさん。穏やかな人柄と、メンバー唯一の妻帯者ということもあり、若いファンからはお父さんのように慕われていた。2015年没。
亀井登志夫 (vocal・violin)
NASAに参加する前はバイオリニストとしてスタジオなどで活動していた。ライブではElectric Violinを駆使しつつ、182cmという長身で日本語・英語の楽曲をしなやかに歌う姿に人気があった。
角田順 (guitar・chorus)
元もんた&ブラザーズにいたこともあり、その時代からのファンも多かった。モンチッチとも言われるほどの童顔からは想像がつかないパワフルで天才的なギターと、亀井のバイオリンや大浜のキーボードとの掛け合いは秀逸。
三浦晃嗣 (drums・chorus)
ステージ後方で姿が見えないにもかかわらず、当時流行っていた2バスドラムを駆使したエネルギッシュな演奏と、MC中にぽそりと呟く一言で、圧倒的な存在感を示していた。通称メザシさん。

## ヒストリー
- 1979年10月 ： 結成
- 1979年11月 ： 大浜和史グループとして、渋谷YAMAHAヤングステージ出演
- 1980年 2月頃 ： バンド名がNASAと決まる。渋谷TAKE OFF 7に出演し始める
- 1980年 8月24日 ： 日比谷野音「サマー・ハリケーン・コンサート」
- 1980年 9月 1日 ： EP「誘惑ゾーン4425」CBSソニー　発売(ワコールのCMソング)
- 1980年10月 1日 ： LP「千夜一夜」CBSソニー　発売
- 1980年10月26日 ： TBSテレビ「Something Now」出演
- 1980年11月3-7日 ： 東京12チャンネル「ステレオ音楽館」出演
- 1980年11月28日 ： 原宿ラフォーレ・プラザで単独コンサート
- 1980年12月20日 ： 新宿・野村ホールでミニ・コンサート
- 1980年12月22日 ： 青山タワーホールで、ケーシー・ランキンとジョイント・コンサート
- 1981年 3月21日 ： EP「南十字星(サザンクロス)をおいかけろ」CBSソニー発売 (キリンレモン’81のCMソング)
- 1981年 4月21日 ： 原宿ラフォーレ・プラザで「クリスタル・ナイト」コンサート
- 1981年 5月23日 ： 映画「なんとなく、クリスタル」公開 (監督: 松原信吾) ： 俳優として亀井登志夫が出演し、NASAも1シーンで出演
- 1981年 6月28日 ： 津田沼パルコで「PARCO LIVE – STAGE」出演
- 1981年 7月16日 ： 原宿ラフォーレ・プラザで単独コンサート
- 1981年 9月 6日 ： 渋谷 TAKE OFF 7 で、ファンの集いを兼ねて、大浜和史と角田順の誕生日パーティーを開催
- 1981年11月 1日 ： CGC「Music Express Concert」出演　(新宿・都庁予定地)
- 1981年11月30日 ： 渋谷PARCO劇場で単独コンサート (前売2500円/当日2700円)
- 1981年12月下旬 ： 渋谷TAKE OFF 7 で最後のライブ
その他、都内のライブハウス「ルイード」「ヘッドパワー」「目黒鹿鳴館」などにも出演。
- 1981年秋には、明治学園大学の学園祭にも出ている。TBS-TV「Sound inn “S”」は準レギュラー。

## ディスコグラフィ

### シングル（EP）
- 「誘惑ゾーン4425 (フォーフォートゥファイブ)」
1980年9月1日発売　CBSソニー。
作詞: 阿木燿子　作曲: 大浜和史　編曲: NASA　
ワコールのCMソング。キャッチフレーズは「瞳をつぶれ 感じすぎる女達よ！」
B面は「SEXY SPICY BABY」

- 「南十字星(サザンクロス)をおいかけろ」 - FOOLOW THE SOUTHERN CROSS (07SH 917)
1981年3月21日発売  CBSソニー。
作詞: 阿木燿子　作曲: 角田順　編曲: 大浜和史
キリンレモン’81 のCMソング。
B面は「Get Down」

### アルバム（LP）
- 「千夜一夜 - THOUSAND NIGHTS, ONLY NIGHT」 (27AH 1073)
1980年10月1日発売　CBSソニー
キャッチフレーズは「スタジオ、ステージの実績が今ここに。デビューアルバムは時を越えて闇の世界へ」
  - 収録曲
    - SIDE A
      1. 「NASA」作詞: Casey D.Rankin　作曲: 大浜和史　編曲:NASA
      2. 「誘惑ゾーン4425 (FILL ME)」作詞: 阿木燿子　作曲: 大浜和史　編曲:NASA
      3. 「GET DOWN」作詞: C.ランキン　作曲: 大浜和史　編曲:NASA
      4. 「TONIGHT」作詞: 篠塚満由美　作曲: 角田順　編曲: NASA
      5. 「SEXY SPICY BABY」作詞: 温水ゆかり　作曲: 亀井登志夫 編曲: NASA

    - SIDE B
      1. 「THOUSAND NIGHTS, ONLY NIGHT」作詞: 篠塚満由美　作曲: 亀井登志夫
      2. 「TURNING AWAY」作詞: C.ランキン　作曲: 大浜和史　編曲: NASA
      3. 「SHOOTING STAR」作詞: C.ランキン　作曲: 大浜和史　編曲: NASA
      4. 「10,000 MILES AWAY」作詞: 篠塚満由美　作曲: 大浜和史　編曲: NASA

2013年に発売された亀井登志夫のベスト盤CD「SONG RIVER – Timeline of Melodies」(MHCL2230) Sony Musicには、LP「千夜一夜」から「GET DOWN」「NASA」「TONIGHT」「SHOOTING STAR」が再収録されている。

#### その他の主なオリジナル・レパートリー
- 「NIGHT MOVES」
- 「GIRL」
- 「GIVE IT A CHANCE」
- 「REACHING OUT」
- 「SLOW DANCER」
- 「DIRTY GUY」
- 「SO LONG (SWEET GOOD BYE)」
- 「NO STOPPIN’ YOU」
- 「TIME TO CHOOSE」
- 「LET ME BE ALL YOU’LL EVER NEED (DARLING LET ME)」
- 「BABY LIKE YOU DO」(vocal大浜和史)　など

ライブでは、オリジナルだけでなく、TOTO「Georgy Porgy」をはじめとする海外アーティストのコピー演奏にも人気があった。

## エピソード
- 結成当時は2か月に1回程度で出演していた TAKE OFF 7での人気がうなぎ昇りになり、全盛期は月に2回ペースでライブを行ない、常に立ち見が出るほどの人気だった。松原みきと並んで、当時のTAKE OFF 7 夜の部での一番人気と言われていた。
- 1980年12月の野村ホールとは、新宿の野村ビルの地下にあったホールである。2週間にわたって開催された野村ビル「年末ありがとうセール」の一環で行なわれ、期間中には河合奈保子、岩崎宏美、高田みづえ、松田聖子、小坂恭子、山本達彦らも出演している。
- キリンレモンのCMは、明るい陽射しの中、ドラッグレースカーが爆音と共にトラックバンクに戻ってくるシーンに、一人の少女が自転車で近付き、キリンレモンを渡す映像が印象的であった。
- 1981年6月28日の津田沼PARCOライブは、他に杏里らも出演したのだが、ライブ会場が野外ではなく地下2階の駐車場だったことが、今でもファンの間では語り草となっている。
- 1981年11月1日のCGCライブは、当時人気のロックアーティストが数多く出演した。
- 1981年11月の渋谷TAKE OFF 7には、13日(金)にNASA、14日(土)に角田順&ケーシー・ランキン、15日(月)に大浜和史キーボードライブと、3日連続でNASAメンバーが出演している。
- 大浜は当時から車やオートバイ好きとして知られ、シボレのキャンピングカー、日本にはまだ正規輸入されていなかったメルセデスのステージワゴン、真っ赤なシトロエンなど、さまざまな輸入車でライブ会場に来ており、時には750ccのオートバイで現れ、1979年のバイク雑誌にも載るほどだった。　(記事のタイトルは「独身貴族ライダーの小春日和はドカッティ」雑誌名不明)
- 亀井と角田は、NASAの前にフォークグループふきのとうのサポートをしていて、それがきっかけでメンバー全員が知り合うことになり、NASAが結成された。
- ファン同士も、ファンとメンバーも仲が良く、1981年6月と7月には、ファン通信「NASAニュース」が発行され、TAKE OFF 7 でのライブ時に配布された。7月号には、6月のライブで回収したファン・アンケートを基にしたインタビューが載っているのだが、本来の目的を逸脱しかけるほどの大爆笑インタビューとなっている。
- 名前の由来について、大浜はインタビューでこう話している。「TOTOみたいに、4文字で英語でカッコイイのを探していた時に、浜松のYAMAHAで”ここはNASAみたいだよ”とメンバーに言ったら、順が”じゃあNASAにしよう”って」
- 角田順の脱退で実質的な解散となったNASAだが、その後しばらく、その代わりに高橋マコト(guitar)を加えた編成で、アーティストのサポート活動を行なっていた。